# 井澤詩織・吉岡麻耶の＃オタク欲求開放中!!
『井澤詩織・吉岡麻耶の＃オタク欲求開放中！！』（いざわしおり・よしおかまやの＃オタクよっきゅうかいほうちゅう！！）は、2017年10月13日からニコニコ生放送で放送されているインターネットラジオ番組。パーソナリティーは、井澤詩織と吉岡麻耶。

## 概要
2017年10月13日より、ニコニコ生放送で第0回配信が開始された、井澤詩織と吉岡麻耶がパーソナリティを務める映像付きの生放送番組。略称は「オタ欲」。
本配信の他、ニコニコ動画の番組サイトにおいて、本配信後、アーカイブが有料会員限定で公開。前半の無料パートは、YouTubeでも配信されている。
番組のコンセプトは「全てのオタクを紐解き、オタクを知って学んで理解する番組。オタクをテーマに、おしゃべるをする番組」。

### 配信時間
月2回配信
金曜日 21:30頃 - 22:30頃

### パーソナリティー
- 井澤詩織
- 吉岡麻耶

## 現在のコーナー
ふつおた

オタクの流儀
「オタクとは」について、毎回テーマを変えて語る。番組のメインコーナーの一つ。
各配信回のテーマは次の通り。
おたく話題
スタッフが用意した、最新オタク情報について語る。

## 過去のコーナー
井澤詩オタク・吉オタク
番組だけで語られる、井澤さん吉岡さんについて深く知るコーナー。
第0回（2017年10月13日）から、第12回（2018年04月06日）まで放送された。

ここが語源
オタク用語を番組で作り、発祥地にする。
第0回（2017年10月13日）から、第3回（2017年11月24日）まで放送された。

## ゲスト
- 第14回放送分（2018年05月11日） - 道井悠
- 第19回放送分（2018年07月27日） - 中村桜
- 第44回放送分（2019年08月09日） - 中村桜、秋奈
- 第50回放送分（2019年11月01日） - 三上枝織、山岡ゆり

## イベント
| 公演日         | タイトル                                                                                 | 会場                                                       | 備考         |
| -------------- | ---------------------------------------------------------------------------------------- | ---------------------------------------------------------- | ------------ |
| 2018年11月18日 | 茨城大学「茨苑祭」茨大声優研究会 井澤詩織・吉岡麻耶＃おしゃべり欲求開放中＠しえんさい    | 茨城大学水戸キャンパス 講堂（茨城県）                      |              |
| 2019年06月08日 | 工画堂スタジオpresents配信イベント 秋葉原から生配信『夢現Re:Master』発売直前おさらい中！ | コトブキヤ秋葉原館 5F「コトブキヤベース･アキバ」（東京都） |              |
| 2019年08月18日 | 井澤詩織・吉岡麻耶の #オタク欲求開放中！！【1st イベント】                               | 東京アニメ・声優専門学校 北葛西校舎（東京都）              | （全２公演） |